# 敷地駅

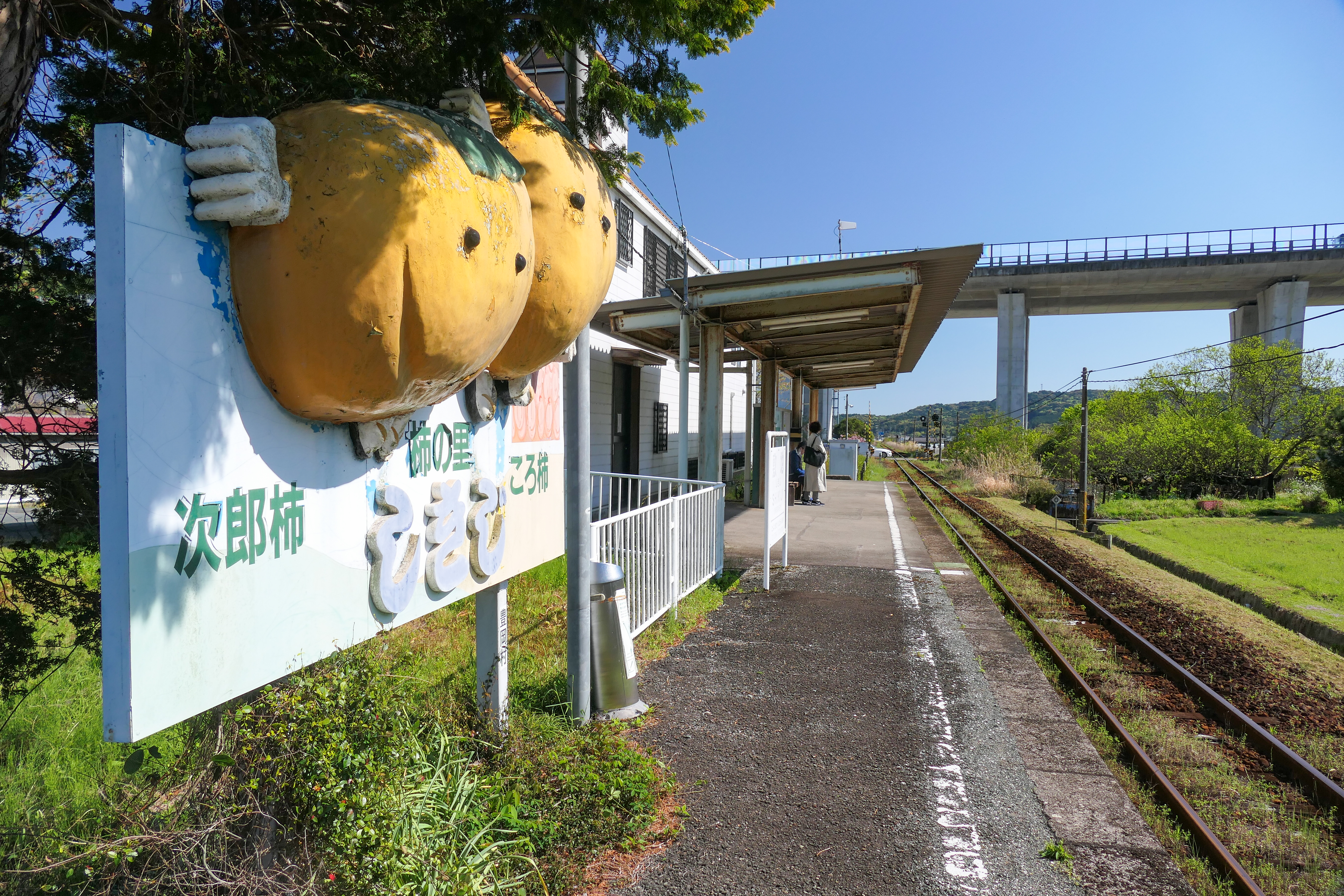
ホーム（後方は新東名高速道路）

敷地駅（しきじえき）は、静岡県磐田市敷地にある、天竜浜名湖鉄道天竜浜名湖線の駅である。

## 歴史
- 1940年（昭和15年）6月1日：鉄道省二俣線遠江森駅 - 金指駅間延伸時に開設（一般駅）[1]。
- 1961年（昭和36年）5月17日：遠州鉄道気動車が西鹿島駅から当駅経由で遠江森駅まで乗入。
- 1962年（昭和37年）8月21日：貨物取扱廃止（旅客駅化）[1]。
- 1966年（昭和41年）10月1日：遠州鉄道気動車乗入廃止。
- 1970年（昭和45年）6月1日：荷物扱い廃止[2]、無人駅化[3]。
- 1987年（昭和62年）3月15日：二俣線が第三セクター鉄道へ転換、天竜浜名湖鉄道の駅となる[1]。
- 2012年（平成24年）5月14日：駅舎内に豊岡敷地簡易郵便局開設。

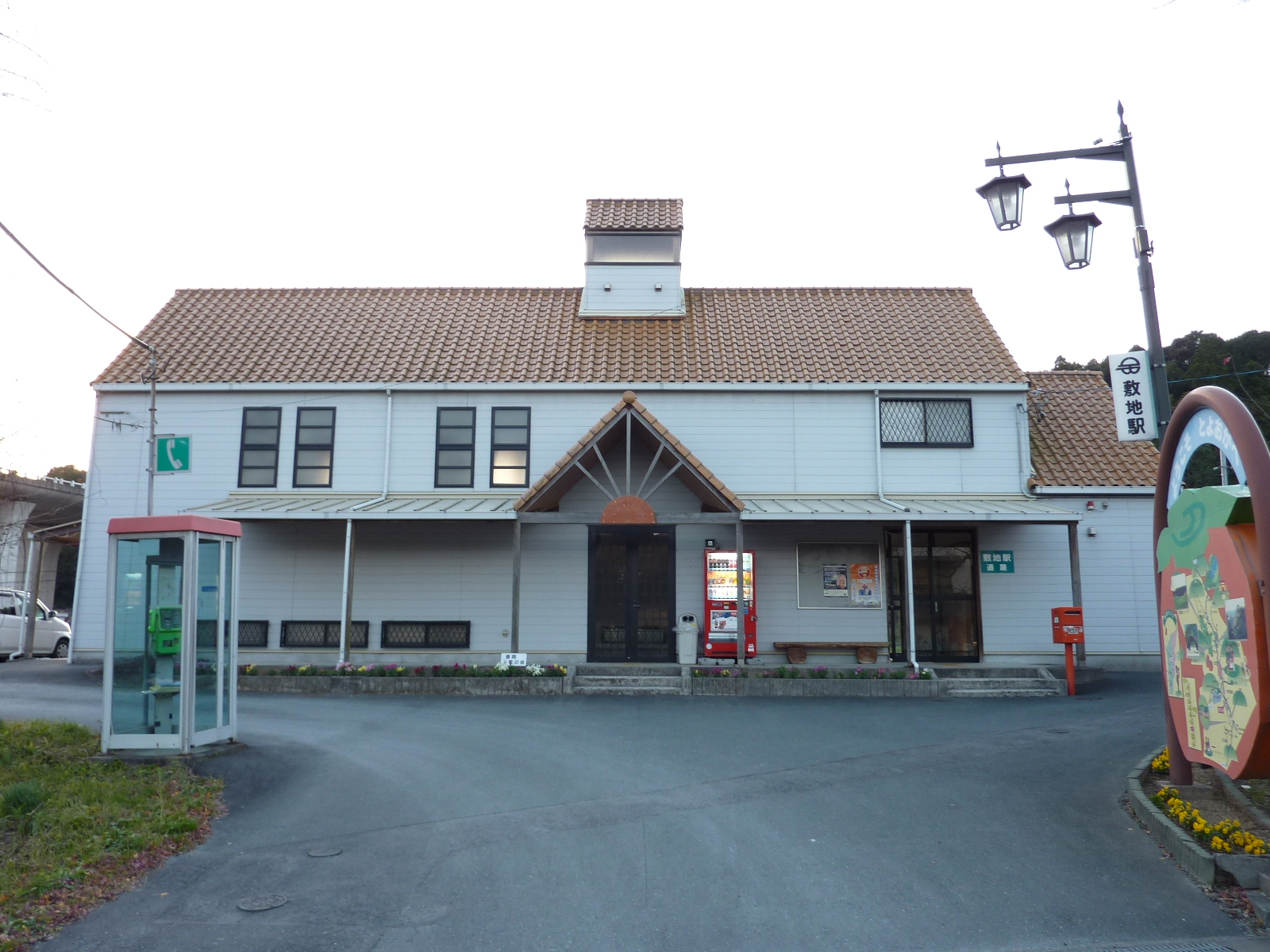
簡易郵便局開局前の駅舎（2009年12月）

## 駅構造
単式ホーム1面1線を有する地上駅。
無人駅。駅舎]に貨物用引込線撤去跡がある。
また、駅舎内に豊岡敷地簡易郵便局が併設されている。

## 利用状況
近年の1日平均乗車人員の推移は以下の通り。
| 乗車人員推移 | 乗車人員推移    |
| 年度         | 1日平均乗車人員 |
| ------------ | --------------- |
| 2008         | 29              |
| 2009         | 25              |
| 2010         | 26              |
| 2011         | 30              |
| 2012         | 27              |
| 2013         | 33              |
| 2014         | 36              |
| 2015         | 45              |
| 2016         | 31              |
| 2017         | 28              |
| 2018         | 29              |

## 駅周辺
- 磐田市デマンド型乗り合いタクシー「お助け号」豊岡線「天浜線敷地駅」乗合所（磐田市豊岡地区住民のみ利用可能・事前予約制）
- 新平山工業団地
  - ヤマハ発動機豊岡工場

## 隣の駅
天竜浜名湖鉄道
■天竜浜名湖線
遠江一宮駅 - 敷地駅 - 豊岡駅